# Moscow Spartans
I Moscow Spartans sono una squadra di football americano di Mosca, in Russia, fondata nel 2010. Hanno vinto quattro titoli nazionali e una Monte Clark Cup.

## Dettaglio stagioni

### Tornei nazionali

#### Campionato

##### Campionato russo/LAF/EESL
| Stagione | regular season | regular season | regular season | regular season | regular season | regular season | playoff | playoff | playoff | playoff | playoff | playoff      | playoff                   |
|          | Vin            | Par            | Per            | Tot            | PF             | PS             | Vin     | Per     | Tot     | PF      | PS      | risultato    | avversaria                |
| -------- | -------------- | -------------- | -------------- | -------------- | -------------- | -------------- | ------- | ------- | ------- | ------- | ------- | ------------ | ------------------------- |
| 2015     | 2              | 0              | 2              | 4              | 90             | 36             | 2       | 1       | 3       | 78      | 61      | Semifinale   | Sankt Petersburg Griffins |
| 2016     | 4              | 0              | 3              | 7              | 124            | 38             | 3       | 1       | 4       | 81      | 43      | Russkij Bowl | Moscow Patriots           |
| 2017     | 7              | 0              | 0              | 7              | 244            | 48             | 0       | 1       | 1       | 12      | 13      | Semifinale   | Sankt Petersburg Griffins |
| 2018     | 7              | 0              | 0              | 7              | 279            | 71             | 2       | 0       | 2       | 40      | 3       | Campioni     | Moscow Patriots           |
| 2020     | 4              | 0              | 0              | 4              | 171            | 36             | 1       | 0       | 1       | 36      | 6       | Campioni     | Perm Steel Tigers         |
| 2021     | 5              | 0              | 0              | 5              | 185            | 13             | 2       | 0       | 2       | 61      | 3       | Campioni     | Moscow Patriots           |
| 2022     | 5              | 0              | 0              | 5              | 200            | 38             | 2       | 0       | 2       | 59      | 0       | Campioni     | Spartak Moskva            |
| Totale   | 34             | 0              | 5              | 39             | 1293           | 280            | 12      | 3       | 15      | 367     | 129     |              |                           |

Fonti: Enciclopedia del Football - A cura di Roberto Mezzetti

##### EESL Pervaja Liga (secondo livello)
| Stagione | regular season | regular season | regular season | regular season | regular season | regular season | playoff | playoff | playoff | playoff | playoff | playoff   | playoff    |
|          | Vin            | Par            | Per            | Tot            | PF             | PS             | Vin     | Per     | Tot     | PF      | PS      | risultato | avversaria |
| -------- | -------------- | -------------- | -------------- | -------------- | -------------- | -------------- | ------- | ------- | ------- | ------- | ------- | --------- | ---------- |
| 2021     | 0              | 0              | 4              | 4              | 0              | 80             | -       | -       | -       | -       | -       | -         | -          |
| Totale   | 0              | 0              | 4              | 4              | 0              | 80             | -       | -       | -       | -       | -       |           |            |

Fonti: Enciclopedia del Football - A cura di Roberto Mezzetti

##### EESL Pervaja Liga (terzo livello)/EESL Vtoraja Liga
| Stagione | regular season | regular season | regular season | regular season | regular season | regular season | playoff | playoff | playoff | playoff | playoff | playoff     | playoff                 |
|          | Vin            | Par            | Per            | Tot            | PF             | PS             | Vin     | Per     | Tot     | PF      | PS      | risultato   | avversaria              |
| -------- | -------------- | -------------- | -------------- | -------------- | -------------- | -------------- | ------- | ------- | ------- | ------- | ------- | ----------- | ----------------------- |
| 2020     | 2              | 0              | 1              | 3              | 114            | 84             | -       | -       | -       | -       | -       | -           | -                       |
| 2022     | 4              | 0              | 2              | 6              | 184            | 126            | 1       | 1       | 2       | 76      | 64      | Terzo posto | Nizhnij Novgorod Apache |
| Totale   | 6              | 0              | 3              | 9              | 298            | 210            | 1       | 1       | 2       | 76      | 64      |             |                         |

Fonti: Enciclopedia del Football - A cura di Roberto Mezzetti

### Tornei internazionali

#### Eastern League of American Football
| Stagione | regular season | regular season | regular season | regular season | regular season | regular season | playoff | playoff | playoff | playoff | playoff | playoff    | playoff       |
|          | Vin            | Par            | Per            | Tot            | PF             | PS             | Vin     | Per     | Tot     | PF      | PS      | risultato  | avversaria    |
| -------- | -------------- | -------------- | -------------- | -------------- | -------------- | -------------- | ------- | ------- | ------- | ------- | ------- | ---------- | ------------- |
| 2012     | 1              | 0              | 3              | 4              | 53             | 90             | 0       | 1       | 1       | 0       | 21      | Semifinale | Minsk Litvini |
| 2013     | 3              | 0              | 3              | 6              | 163            | 112            | 0       | 1       | 1       | 0       | 49      | Semifinale | Minsk Zubrs   |
| 2014     | 1              | 0              | 3              | 4              | 86             | 119            | 0       | 1       | 1       | 11      | 29      | Wild Card  | Minsk Zubrs   |
| Totale   | 5              | 0              | 9              | 14             | 302            | 321            | 0       | 3       | 3       | 11      | 99      |            |               |

Fonti: Enciclopedia del Football - A cura di Roberto Mezzetti

#### Monte Clark Cup
| Stagione | regular season | regular season | regular season | regular season | regular season | regular season | playoff | playoff | playoff | playoff | playoff | playoff   | playoff       |
|          | Vin            | Par            | Per            | Tot            | PF             | PS             | Vin     | Per     | Tot     | PF      | PS      | risultato | avversaria    |
| -------- | -------------- | -------------- | -------------- | -------------- | -------------- | -------------- | ------- | ------- | ------- | ------- | ------- | --------- | ------------- |
| 2018     | 3              | 0              | 1              | 4              | 105            | 52             | 2       | 0       | 2       | 76      | 38      | Campioni  | Kiev Capitals |
| Totale   | 3              | 0              | 1              | 4              | 105            | 52             | 2       | 0       | 2       | 76      | 38      |           |               |

Fonti: Enciclopedia del Football - A cura di Roberto Mezzetti

#### CEFL Cup
| Stagione | regular season | regular season | regular season | regular season | regular season | regular season | playoff | playoff | playoff | playoff | playoff | playoff   | playoff        |
|          | Vin            | Par            | Per            | Tot            | PF             | PS             | Vin     | Per     | Tot     | PF      | PS      | risultato | avversaria     |
| -------- | -------------- | -------------- | -------------- | -------------- | -------------- | -------------- | ------- | ------- | ------- | ------- | ------- | --------- | -------------- |
| 2019     | -              | -              | -              | -              | -              | -              | 3       | 0       | 3       | 82      | 37      | Campioni  | Giants Bolzano |
| Totale   | -              | -              | -              | -              | -              | -              | 3       | 0       | 3       | 82      | 37      |           |                |

Fonti: Enciclopedia del Football - A cura di Roberto Mezzetti

#### Eastern European Superleague
| Stagione | regular season | regular season | regular season | regular season | regular season | regular season | playoff | playoff | playoff | playoff | playoff | playoff   | playoff                       |
|          | Vin            | Par            | Per            | Tot            | PF             | PS             | Vin     | Per     | Tot     | PF      | PS      | risultato | avversaria                    |
| -------- | -------------- | -------------- | -------------- | -------------- | -------------- | -------------- | ------- | ------- | ------- | ------- | ------- | --------- | ----------------------------- |
| 2019     | 5              | 0              | 1              | 6              | 182            | 19             | 1       | 0       | 1       | 42      | 16      | Campioni  | Sankt Petersburg North Legion |
| Totale   | 5              | 0              | 1              | 6              | 182            | 19             | 1       | 0       | 1       | 42      | 16      |           |                               |

Fonti: Enciclopedia del Football - A cura di Roberto Mezzetti

### Riepilogo fasi finali disputate
| Anno              | Luogo      | Evento           | Fase del torneo      | Incontro                                        | Risultato |
| 8 settembre 2012  |            | ELAF             | Semifinale           | Minsk Litvini - Moscow Spartans                 | 21 - 0    |
| 21 settembre 2013 |            | ELAF             | Semifinale           | Minsk Zubrs - Moscow Spartans                   | 49 - 0    |
| 2 agosto 2014     |            | ELAF             | Wild Card            | Minsk Zubrs - Moscow Spartans                   | 29 - 11   |
| 22 agosto 2015    | Puškin     | Campionato russo | Semifinale           | Sankt Petersburg Griffins - Moscow Spartans     | 35 - 21   |
| 8 ottobre 2016    | Zelenograd | LAF              | Russkij Bowl         | Moscow Patriots - Moscow Spartans               | 12 - 7    |
| 19 agosto 2017    | Mosca      | LAF              | Semifinale           | Moscow Spartans - Sankt Petersburg Griffins     | 12 - 13   |
| 8 luglio 2018     | Minsk      | Monte Clark Cup  | Finale               | Kiev Capitals - Moscow Spartans                 | 24 - 44   |
| 2 settembre 2018  | Mosca      | LAF              | Russkij Bowl         | Moscow Spartans - Moscow Patriots               | 7 - 3     |
| 9 giugno 2019     | Bolzano    | CEFL Cup         | Finale               | Giants Bolzano - Moscow Spartans                | 14 - 15   |
| 13 luglio 2019    | Puškin     | EESL             | Finale               | Sankt Petersburg North Legion - Moscow Spartans | 16 - 42   |
| 31 ottobre 2020   | Mosca      | EESL             | Finale               | Moscow Spartans - Perm Steel Tigers             | 36 - 6    |
| 1º agosto 2021    | Korolëv    | EESL             | Finale               | Moscow Spartans - Moscow Patriots               | 13 - 3    |
| 7 agosto 2022     | Samara     | Vtoraja Liga     | Finale 3º - 4º posto | Moscow Spartans - Nizhnij Novgorod Apache       | 52 - 28   |
| 20 novembre 2022  | Mosca      | EESL             | Finale               | Moscow Spartans - Spartak Moskva                | 34 - 0    |

## Palmarès
- 4 Russkij Bowl (2018, 2020[3], 2021[3], 2022[3])
- 1 Monte Clark Cup (2018)
- 1 CEFL Cup (2019)
- 4 EESL (2019, 2020, 2021, 2022)